# NGC 542
NGC 542 (другие обозначения — MCG 6-4-22, ZWG 521.26, HCG 10D, PGC 5360) — спиральная галактика (Sb) в созвездии Андромеда. Открыта Р. Дж. Митчеллом в 1855 году, описывается Дрейером как «очень тусклый, трудноразличимый объект». Иногда открытие этого объекта, как и некоторых других, приписывается Уильяму Парсонсу, ассистентом которого был Митчелл.
NGC 542 входит в состав группы галактик NGC 507, или же Компактной группы Хиксона 10, содержащей NGC 529, NGC 531, NGC 536 и NGC 542. Из-за взаимодействия с NGC 531 диск NGC 542 немного искривлён, а её профиль яркости не является гладким.
Этот объект входит в число перечисленных в оригинальной редакции «Нового общего каталога».